# 게르하르트 에르틀
게르하르트 에르틀(독일어: Gerhard Ertl, 1936년 10월 10일 ~  )는 독일의 물리학자로 2007년 노벨 화학상 수상자이다. 현재 독일 베를린에 있는 막스플랑크 협회(Max-Planck-Gesellschaft)의 프리츠 하버 연구소(Fritz-Haber-Institut)에서 물리화학과 명예교수로 재직 중이다.

## 약력
에르틀은 1955년에서 1957년까지 슈투트가르트 대학교에서 공부했고, 이어 파리 대학교(1957-1958), 루트비히 막시밀리안 대학교(1958-1959)에서 수학했다. 그는 1961년 슈투트가르트 기술 대학교에서 물리학 석사 학위를 받았고, 지도교수 하인즈 게리셔를 따라 뮌헨으로 옮겨 1965년 뮌헨 기술 대학교에서 박사 학위를 받았다. 학위를 받은 후 그는 1965년부터 뮌헨 기술 대학교에서 조교와 교수로 근무하다가 1968년 하노버 기술 대학교 교수로 옮겼다. 그는 1973년, 루트비히 막시밀리안 대학교의 물리화학 연구소 교수로 임용되었으며 70년대와 80년대에 걸쳐 캘리포니아 공과대학교, 위스콘신 대학교 밀워키, 캘리포니아 대학교 버클리의 방문 교수를 겸임했다. 1986년 그는 베를린 자유 대학교과 베를린 기술 대학교의 교수가 되었고 이 해로부터 2004년 은퇴할 때까지 프리츠 하버 연구소의 학과장을 맡았다. 1996년에 베를린 훔볼트 대학교의 교수가 되었다.

## 업적
에르틀의 업적은 표면화학의 방법론을 정립한 데에 있다. 에르틀은 표면화학이 갓 시작될 때 초고진공 기술, 분광학, 전자현미경, 전자산란, 결정학 등 다양한 과학적 기법을 사용하여 하나의 연구대상을 심도있게 파헤쳤다. 이러한 연구 방법이 적용된 실례가 하버-보쉬 공정, 일산화탄소의 산화 반응 등으로, 에르틀은 자신의 방법론을 통해 이 반응들에 대한 완벽한 과학적 그림을 완성하였다.